# عروض استضافة دورة الألعاب الآسيوية 2014
قدمت مدينتان عرضين لاستضافة دورة الألعاب الآسيوية 2014، وقد اعترف بهما المجلس الأولمبي الآسيوي. اختار المجلس الأولمبي الآسيوي مدينة إنتشون في كوريا الجنوبية بدلاً من نيودلهي في الهند، كمستضيفة لدورة الألعاب الآسيوية السابعة عشرة في 17 أبريل 2007، في جمعيته العامة السادسة والعشرين التي عقدت في مدينة الكويت بالكويت، بأغلبية 32 صوتًا مقابل 13 صوتًا. وكان من المقرر في الأصل إجراء انتخابات المدينة المضيفة خلال الجمعية العامة الخامسة والعشرين للمجلس الأولمبي الآسيوي في الدوحة قطر.

## عملية تقديم العروض
- تقديم خطابات النوايا (31 مارس 2005)[4]
- الموعد النهائي لتقديم العروض (30 يونيو/حزيران 2005)
- زيارة لجنة تقييم المجلس الأولمبي الآسيوي إلى نيودلهي (9–11 نوفمبر/تشرين الثاني 2006)
- زيارة لجنة تقييم المجلس الأولمبي الآسيوي إلى إنتشون (12–14 نوفمبر/تشرين الثاني 2006)
- انتخاب المدينة المضيفة خلال الجمعية العمومية السادسة والعشرين للمجلس الأولمبي الآسيوي في فندق ماريوت في مدينة الكويت، الكويت (17 أبريل 2007)

| المدينة | البلد          | الجولة الأولى |
| إنتشون  | كوريا الجنوبية | 32            |
| نيودلهي | الهند          | 13            |

## المدن المرشحة
| الشعار | المدينة | البلد          | اللجنة الأولمبية الوطنية           | نتيجة        |
| --- | ------- | -------------- | ---------------------------------- | ------------ |
| | إنتشون  | كوريا الجنوبية | اللجنة الرياضية والأولمبية الكورية | الفائز       |
| قدمت مدينة إنتشون، ثالث أكبر مدينة في كوريا الجنوبية، ويبلغ عدد سكانها 2.74 مليون نسمة، عرضها بعد موافقة الحكومة المركزية. وكانت تخطط لبناء 21 منشأة رياضية جديدة بحلول عام 2008، بما في ذلك مسبح داخلي بالقرب من ملعب مونهاك. كانت المدينة تتقدم بطلب استضافة الألعاب على أساس الفوائد الاقتصادية المتوقعة التي يمكن أن تحصل عليها من استضافة الألعاب، والتي تضمنت إنتاجًا مستحثًا بقيمة 13 تريليون وون (10.6 تريليون وون لإنشون)، وقيمة مضافة مستحثة بقيمة 5.6 تريليون وون (4.5 تريليون وون لإنشون) وعمالة مستحثة لـ270 ألف شخص (200 ألف لإنشون). وفي الوقت نفسه، كانت تأمل في أن يتم تمرير قانون دعم خاص في الجمعية الوطنية للمساعدة في تجديد بنيتها التحتية مثل الطرق ووسائل النقل ومرافق الاتصالات. كانت العديد من الدول الأعضاء في المجلس الأولمبي الآسيوي التي صوتت لصالح إنتشون مقتنعة بميزتها على نيودلهي من حيث البنية التحتية البلدية والبيئة العامة ومرافق المكان والقدرات التسويقية وتكنولوجيا المعلومات. صرحت لجنة العروض أن من إجمالي التكلفة المتوقعة للألعاب والتي تبلغ 4.9 تريليون وون (5.3 تريليون دولار أمريكي )، فإن أكثر من 54% من التمويل أو 2.7 تريليون وون من الإجمالي سيأتي من حكومة بلدية إنتشون، بينما سيتم تغطية الباقي من خلال منح الحكومة المركزية والرعاية من الشركات. تم إنشاء برنامج مدته 7 سنوات يسمى برنامج المجلس الأولمبي الآسيوي-رؤية إنتشون 2014 بتكلفة 20 مليون دولار أمريكي كجزء من العروض لدعم البلدان التي لم تفز بعد بميدالية في الألعاب، من خلال توفير مرافق تدريب الرياضيين والدورات والمدربين وفرصة التدريب في كوريا الجنوبية. استضافت إنتشون سابقًا العديد من المسابقات الرياضية الدولية بما في ذلك بطولة آسيا لألعاب القوى عام 2005 وكانت إحدى المدن المضيفة لكأس العالم لكرة القدم عام 2002. استضافت كوريا الجنوبية الألعاب آخر مرة في عام 1986 في العاصمة سيول وعام 2002 في بوسان، بالإضافة إلى نسخة شتوية عام 1999 في مقاطعة غانغوون. كان شعار العرض عبارة عن صورة للأمواج والشمس والملعب الأخضر. |         |                |                                    |              |
| |         |                |                                    |              |
| | نيودلهي | الهند          | اللجنة الأولمبية الهندية           | الوصيف الأول |
| في 15 مايو 2004، أعلن رئيس اللجنة الأولمبية الهندية سوريش كالمادي ترشيح نيودلهي خلال المرحلة الهندية من سباق الدوحة للألعاب الآسيوية 2006. وكانت العاصمة الهندية قد اكتسبت خبرة سابقة في استضافة الألعاب الآسيوية في عامي 1951 و1982 وفازت مؤخرًا بحقوق استضافة دورة ألعاب الكومنولث 2010 في 14 نوفمبر 2003. وبالتالي، فإن العديد من الأماكن والبنية الأساسية كانت موجودة ولم تتطلب سوى التجديد. كانت هذه هي المرة الثانية على التوالي التي تتقدم فيها المدينة بطلب لاستضافة دورة الألعاب الآسيوية الثالثة، حيث كانت المرة الأولى لنسخة 2006، والتي مُنحت للدوحة، قطر. |         |                |                                    |              |

## أبدوا اهتمام أولي
أعرب بلدان عن اهتمامهما بالمشاركة في العروض وقدما خطاب نوايا، لكنهما لم يقدما عروض عند انتهاء موعد تقديم الطلبات.
- عمّان  الأردن
- هانوي  فيتنام

## وصلات خارجية
- موقع عرض إنتشون (مؤرشف)[usurped]